# Top Spin (videojuego)
Top Spin es un videojuego de tenis de 2003, desarrollado por PAM Development y originalmente publicado por Microsoft Game Studios para la videoconsola Xbox, formando parte de su marca XSN Sports. Atari después publicó el juego para PC, mientras que 2K Sports, lo publicó para PlayStation 2. Las nuevas versiones del juego fueron Top Spin 2, Top Spin 3, Top Spin 4 y Top Spin 2K25.

## Modos de juego
En Top Spin, los jugadores pueden seleccionar entre diferentes modos de juego, tales como, partidos individuales, dobles, torneos de exhibición, modo carrera o partidas rápidas.
El jugador puede ir forjando su camino desde las ligas de los aficionados hasta convertirse en un profesional, jugando en diferentes torneos alrededor del mundo. Puede hacer esto usando los diferentes jugadores autorizados o creando un personaje nuevo. El juego se puede jugar a través de Internet, realizando partidas en línea con XSN Sports y Xbox Live.

### Partida rápida
Este modo contiene las características básicas que permite al jugador entrar a una partida lo más rápido posible. El personaje seleccionado puede ser desde los jugadores profesionales disponibles hasta los personajes personalizados creados en el modo carrera. La partida se puede llevar a cabo en las diferentes canchas disponibles, que van desde los estadios de Grand Slam, hasta canchas de entrenamiento.

### Modo carrera
El modo carrera en Top Spin, comienza con una interfaz para crear un jugador, el cual inicia con la selección de un tipo de ADN. Hay diferentes aspectos disponibles, cada uno contiene desde diferentes colores de piel hasta rasgos únicos del jugador. Después se selecciona entre los diferentes tipos de cara, tipos de cuerpo y opciones de ropa. El modo carrera inicia finalmente con la opción de seleccionar uno de los continentes, los cuales le ofrecen al jugador diferentes oportunidades de mejorar su ranking, entrenando y compitiendo en torneos. Los jugadores también deben conseguir "monedas", con el fin de pagar entrenamientos, los cuales ayudaran a incrementar sus habilidades. Las monedas se consiguen al ser patrocinado por alguno de los iconos corporativos de ropa de tenis, realizando anuncios publicitarios y otras actividades de relaciones públicas, las cuales se completan consiguiendo buen puntaje en diferentes ejercicios. Incluye diferentes tipos de torneos alrededor del mundo. Ganar torneos incrementa tu ranking mundial, permitiéndote participar en torneos más difíciles de superar.
Top Spin también permite a los usuarios seleccionar su jugador del modo carrera en el modo torneo, al igual que en otros modos de juego.

### Multijugador
Las características de "Optimatch", permite a los usuarios ser muy específicos acerca de la partida que será jugada, seleccionando el tipo de superficie, estadio y que tan difícil será el competidor. El juego también permite partidas de clasificación en línea 2 vs 2 a través de Xbox live. Es el único juego de tenis en ofrecer esta característica en el multijugador.

## Controles
Los diferentes tipos de golpes que incluye son: plano, top spin, slice y globo, los cuales aumentan su fuerza en cada momento que el botón se mantiene presionado. Saltos, estiramientos y golpes complicados, están automáticamente seleccionados. El saque es ejecutado de manera similar, pero con la diferencia de un medidor de potencia en la pantalla, que se inicia o se detiene ya sea con los botones de top spin, plano o slice. De la misma manera, los gatillos del control activan un "modo de riesgo", con un medidor de potencia similar, pero la calidad del tiro está determinada por cuan cerca el usuario puede detener una rápida barra en movimiento en el centro del medidor. Otro componente del "modo riesgo" es el medidor de "en la zona", el cual se llena en el momento de realizar puntos ganadores, haciendo futuros golpes complicados fáciles de golpear. El jugador también puede expresar las emociones de su personaje después de un punto, presionando botones para elegir una reacción positiva o negativa.

## Jugadores
Top Spin incluye varios jugadores de tenis profesionales, los cuales autorizaron su aspecto en el juego. Al igual que también contiene jugadores ficticios. Esto continuo así en las nuevas versiones del videojuego.
Atletas incluidos en el juego:
|  | Hombres - Lleyton Hewitt - James Blake - Tommy Robredo - Pete Sampras - Michael Chang - Gustavo Kuerten - Sébastien Grosjean - Jan-Michael Gambill - P. Houston Versión de PS2 - Roger Federer -remplazó a Sampras - Carlos Moyà -remplazó a Chang | Mujeres - Meghann Shaughnessy - Anna Kournikova - Daniela Hantuchová - Martina Hingis - Barbara Schett - Ashley Harkleroad - Elena Dementieva - Amanda Coetzer Versión de PS2 - Maria Sharapova -remplazó a Kournikova - Venus Williams -remplazó a Schett |

## Canchas
Abajo esta la lista de las 45 canchas que están incluidas en el juego, de las cuales 3 están autorizadas.
Grand Slam
- The Oceania Tennis Championship (Australian Open) - Melbourne - Dura
- Paris International Championship (Roland Garros) - Paris - Arcilla
- The Americans Championship (US Open) - New York - Dura
- The Great Britain Championship (Wimbledon Championships) - London - Pasto

Profesionales Mayores
- Pacific Life Open - Indian Wells - Dura
- The Reebok Moscow Pro Open (Kremlin Cup) - Moscú - Dura
- Romania Indoor Pro Open (BRD Năstase Țiriac Trophy) - Bucarest - Dura
- The Acapulco Adidas Pro Open (Abierto Mexicano Telcel) - Acapulco - Arcilla
- The Select Comfort Hardcourt Open (Cincinnati Masters) - Cincinnati - Dura
- Bogotá South American Pro Open - Bogotá - Pasto
- Nasdaq-100 Open - Miami - Dura

Profesionales
- Vienna Adidas Pro Indoor Tournament (CA-TennisTrophy) - Vienna - Dura
- The Sergio Tacchini Roma Coliseum Open (Internazionali BNL d'Italia) - Rome - Dura
- Seoul Clay Court Classic - Seoul - Arcilla
- Chennai International Championship (Tata Open) - Chennai - Pasto
- The Babolat Monaco Open (Monte-Carlo Masters) - Monte Carlo - Arcilla
- Adelaide Australian Hardcourt Classic - Adelaida - Dura

Menores Profesionales
- Kroger St. Jude & the Cellular South Cup - Memphis - Dura
- Dubia Pro-Am Tournament (Dubai Tenis Championships) - Dubái - Dura
- The Auckland Pro-Am Cup (Heineken Open) - Auckland - Dura
- The MasterCard Valparaíso Pro-Am Cup (BellSouth Open) - Valparaíso - Arcilla
- Shanghai Pro-Am Cup Classic (Shanghái Masters) - Shanghái - Dura
- Lisboa Pro-Am Championship Cup (Estoril Open) - Lisboa - Dura
- Casablanca Pro-Am Cup (Grand Prix Hassan II) - Casablanca - Arcilla

Canchas de entrenamiento
- Tashkent Silk Road Tennis Center - Taskent - Arcilla
- Singapore Tennis Society - Sentosa - Dura
- The Harbour Bridge Tennis Club - Sídney - Dura
- The People's Tennis Park - Beijing - Dura
- Ankara Tennis Academy - Ankara - Dura
- Port Elizabeth Tennis School - Port Elizabeth - Dura
- Melbourne Indoor Tennis Club - Melbourne - Dura
- São Paulo Tennis Union - São Paulo - Dura
- Perth Racquet Club - Perth - Dura
- Alexandria Tennis Center - Alejandría - Arcilla
- Doha Desert Tennis Academy - Doha - Arcilla
- Motor City Tennis Academy - Detroit - Dura
- Hamburg Tennis Foundation - Hamburg - Pasto
- Buenos Aires Court Club - Buenos Aires - Dura
- Antananarivo Tennis Association - Antananarivo - Arcilla
- Honshu School of Tennis - Osaka - Dura
- Valparaíso Practice Ground - Valparaíso - Arcilla
- The Hangar Practice Ground - San Francisco - Arcilla
- Great Lakes Racquet Club - Chicago - Dura
- Warsaw Tennis Society - Warsaw - Dura
- Gstaad Tennis Academy - Gstaad - Dura

## Recibimiento
Top Spin fue bien recibido. Actualmente tiene un 88% de críticas positivas en Game Rankings, con IGN y GameSpot puntuando la versión para Xbox con 9.3 y 9.1 de un total de 10, respectivamente. Game Informer le dio al juego una calificación de 9/10.